# Jean-Pierre Claris de Florian
Pour les articles homonymes, voir Claris (homonymie) et Florian.
Jean-Pierre Claris de Florian, né le 6 mars 1755 à Sauve et mort le 27 fructidor an II (13 septembre 1794) à Sceaux, est un dramaturge, romancier, poète et fabuliste français.

## Biographie
Issu d'une famille noble et voué à la carrière des armes, et passe sa prime jeunesse au château de Florian, sur la commune de Logrian, près de Sauve, au pied des Basses-Cévennes. Sa mère, que certains biographes disaient d'origine espagnole, meurt lorsqu'il a deux ans. Son oncle, Philippe-Antoine de Claris, marquis de Florian, avait épousé Marie-Élisabeth Dompierre de Fontaine (née Mignot), nièce de Voltaire en 1762. C'est à l'âge de dix ans, en juillet 1765 lors d'un séjour à Ferney, qu'il est présenté au célèbre écrivain, son grand-oncle par alliance, qui le surnomme Florianet et parle de lui dans sa correspondance comme étant son « neveu par ricochets ». Il s'installe ensuite rue d'Anjou au Marais, chez ses oncle et tante, qui prennent en charge son éducation.
En 1768, il devient page au service du duc de Penthièvre, puis entre, quelques années plus tard, à l'école royale d'artillerie de Bapaume. À sa sortie, il sert quelque temps comme officier dans le régiment des dragons de Penthièvre. La vie de garnison ne lui convenant pas, il sollicite et obtient une dérogation qui lui conserve son grade dans l'armée, mais lui permet de suivre le duc de Penthièvre à Anet et Paris (un petit appartement lui était réservé à l’hôtel de Toulouse) et de s'adonner entièrement à la poésie. Le duc de Penthièvre, qui lui avait donné, à sa cour, le titre de gentilhomme ordinaire, resta sa vie durant son ami et son protecteur.
En 1779, une première comédie écrite sur le mode des comédies italiennes (Les Deux Billets), lui apporte  le succès. L'année suivante, il fait jouer Jeannot et Colin, pièce inspirée du conte de Voltaire.
Le poème satirique Voltaire et le serf du Mont-Jura (1782) lui vaut la reconnaissance de l'académie qui lui attribue un prix. Florian condamne, dans cette œuvre, le servage et préconise son abolition. La même année, il revient au théâtre et obtient un véritable triomphe avec Les Jumeaux de Bergame.

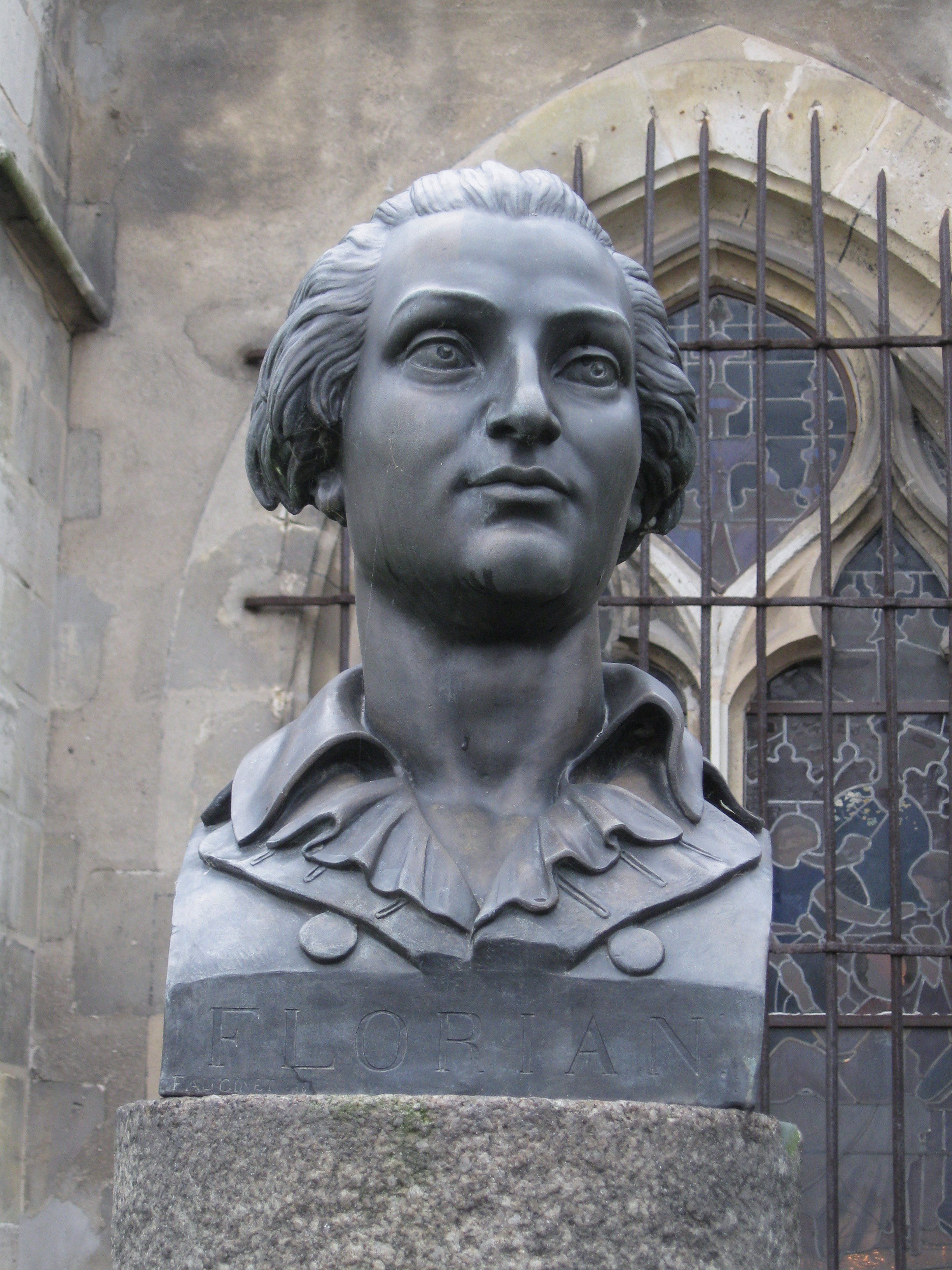
Jacques-Auguste Fauginet, Buste de Florian, Sceaux, jardin des Félibres.

En 1783, il publie un conte en vers inspiré d'une nouvelle de Miguel de Cervantes, Galatée. L’œuvre est précédée d'une préface qui retrace la vie de Cervantes. Il s'inspire de la Bible pour écrire un poème narratif, Tobie, et une églogue, Ruth, récompensée par l'Académie française en 1784. Avec le succès vient l'ambition : il se lance dans un roman épique (Numa Pompilius) qui soit digne de concurrencer le Télémaque de Fénelon. Ce sera un échec.
Il fait partie, dès 1786, du cercle choisi par la comtesse Adélaïde Lalive de La Briche, qui le reçoit en septembre dans son château du Marais au Val-Saint-Germain. Elle l'a connu, avant 1785, chez Charles-Pierre-Paul Savalette de Lange (beau-frère du président d'Hornoy) ou chez Sophie d’Houdetot. On a dit Florian amoureux de la comtesse de La Briche avec laquelle il poursuivra une correspondance de 1786 à 1793
Il est élu membre de l'Académie française en 1788. Contraint, en tant que noble, de quitter Paris lors de la Révolution française, il se réfugie à Sceaux. Il entreprend de traduire et d'adapter Don Quichotte de Cervantes. Après la mort du duc de Penthièvre et l’apposition des scellés sur l'hôtel de Toulouse où il logeait, il se trouve dans l'obligation de louer un petit appartement au 13, rue des Bons-Enfants à Paris. Malgré l'appui de son ami Boissy d'Anglas, il est arrêté et incarcéré à la prison de Port-Libre, le 27 messidor an II (15 juillet 1794), l'épître dédicatoire de Numa Pompilius, qu'il avait écrite à la reine huit ans plus tôt, le desservant devant le Comité de sûreté générale. Il écrit de sa prison, à son adresse et à l'attention du citoyen François Germain Mercier, son laquais, qui occupe l'appartement, pour demander des objets de première nécessité,.
Remis en liberté à la chute de Robespierre, le 9 thermidor an II (27 juillet 1794), grâce à Boissy d'Anglas, il meurt subitement le 27 fructidor an II (13 septembre 1794), probablement des suites de sa détention qui aggrava une tuberculose contractée plusieurs années auparavant.
Il est enterré à Sceaux,. Sa tombe et son buste, entourés de ceux de célèbres poètes de langue d'oc, se trouvaient dans le jardin des Félibres depuis le déplacement de l'ancien cimetière communal en 1839,. Chaque année, à la fin du printemps s'y déroulent la félibrée de Sceaux. À la suite de travaux de réfection, son corps est réinhumé en 2015 en une tombe contemporaine du cimetière de Sceaux,,.

## Œuvre littéraire

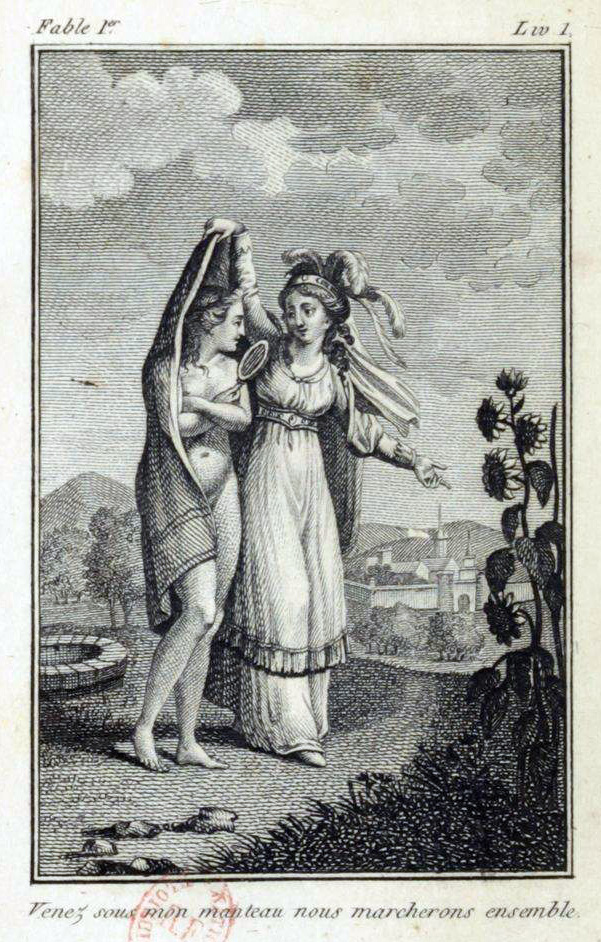
Illustration de La Fable et la vérité. Dessin de Flouest.

En 1792, Florian publie un recueil de cent fables réparties en cinq livres, auxquelles s’ajouteront douze fables publiées à titre posthume. Ce sera son principal titre de gloire et la raison de sa survie littéraire. Ses fables sont unanimement considérées comme les meilleures après celles de Jean de La Fontaine. Le critique Dussault (1769-1824) écrit dans ses Annales littéraires : « Tous ceux qui ont fait des fables depuis La Fontaine ont l’air d’avoir bâti de petites huttes sur le modèle et au pied d’un édifice qui s’élève jusqu’aux cieux : la hutte de M. de Florian est construite avec plus d’élégance et de solidité que les autres, et les domine de quelques degrés. » L'académicien André Theuriet (1833-1907) est sensiblement du même avis. À propos de ces fables, il pense qu'elles « l'ont sauvé. Après La Fontaine, il est le seul fabuliste qui ait surnagé ». Cependant il se « hâte d'ajouter qu'il n'y a pas de comparaison à établir entre les deux. »
Taine lui reproche de ne pas bien connaître les animaux qu'il met en scène et pose un jugement extrêmement sévère sur la sentimentalité douce qui règne dans son recueil : 

« Florian, en manchettes de dentelles, discret, gracieux, coquettement tendre, aimable comme le plus aimable des abbés de cour, proposait aux dames mignonnes et fardées, en façon de fables, de jolies énigmes, et leur arrangeait un bouquet de moralités fades; il peignait d'après l’Émile la tendresse conjugale, les leçons maternelles, le devoir des rois, l'éducation des princes. »

Florian était certes conscient de ne pas pouvoir rivaliser avec le « divin » La Fontaine et, dans son avant-propos, il se justifie de s'être malgré tout essayé au genre des fables, car « beaucoup de places infiniment au-dessous de la sienne [celle de La Fontaine] sont encore très belles. » Il s'intéresse surtout au jeu de l'allégorie, comme le montre la fable qu'il place en tête de son recueil (voir illustration ci-jointe). Au lieu d'oppositions tranchées et irréconciliables entre les personnages, il recherche les dénouements heureux et les compromis.
Selon René Pomeau, « L'irrégularité des mètres, la libre disposition des rimes se plient souplement aux progrès de la narration, et permettent d'ingénieux effets », comme dans La Carpe et les carpillons, où ces derniers n'écoutant pas les recommandations de leur mère, s'aventurent sur les terres inondées et « Bientôt ils furent pris, / Et frits ».
Pour son inspiration, même s'il invente quelques sujets, il puise surtout dans le fonds commun des fables que constituent les ouvrages d'Ésope, de Pilpay, d'Iriarte, de Gay et des fabulistes allemands, tout en prenant soin d'éviter les sujets déjà traités par La Fontaine.
Les morales de certains de ses apologues sont encore citées couramment, comme « Pour vivre heureux, vivons cachés » (Le Grillon), « Chacun son métier, les vaches seront bien gardées » (Le Vacher et le Garde-chasse) ou « L'asile le plus sûr est le sein d'une mère » (La Mère, l'Enfant et les Sarigues). Quant aux expressions « éclairer sa lanterne » ou « rira bien qui rira le dernier », elles sont tirées respectivement des fables Le Singe qui montre la lanterne magique et Les Deux Paysans et le Nuage.
Outre ses fables, il a écrit treize pièces de théâtre (des comédies), des romans épiques (Numa Pompilius et Gonzalve de Cordoue) et des pastorales (Galatée - imité de Cervantès - et Estelle – l'un de ses chefs-d'œuvre, selon René Pomeau), des nouvelles, dont Guillaume Tell ou la Suisse libre paru posthumement, des contes en prose ou en vers, une traduction très libre du Don Quichotte de Cervantès et de nombreux poèmes dont la plupart ont été mis en musique (plus de deux cents partitions). La romance la plus connue est Plaisir d’amour, qui figure dans la nouvelle Célestine, mise en musique par Jean Paul Égide Martini.

## Héraldique
Blasonnement : d’or à l’aigle éployée de sable, au chef d’azur chargé d’un soleil du champ (à la ville française Florian) avec l'aigle contemplant le soleil (pour la différence).

## Publications

### Fables
- Fables de M. de Florian : de l’académie françoise, de celles de Madrid, Florence, etc., Paris, impr. de P. Didot l'aîné, 1792, 224 p., in-12 (lire en ligne sur Gallica).
- Fables (préf. Stéphane Labbe, ill. Grandville), Paris, L'École des loisirs, coll. « Classiques », 2009 (1re éd. 2009), 236 p. (ISBN 978-2-211-09346-0) — Benjamin Rabier (Illustrateur de couverture)
- Fables de M. de Florian : illustrées par Victor Adam ; précédées d'une notice par Charles Nodier… et d'un essai sur la fable, Paris, Delloye, Desmée et Cie, 1838 (lire en ligne).

### Théâtre
- Les Deux Billets, 1779.
- Jeannot et Colin, 1780.
- Le Baiser ou la Bonne Fée, musique de Stanislas Champein (1753-1830), dédié à Madame Duvivier, opéra comique en 3 actes joué le 26 novembre 1781 à la Comédie Italienne[19].
- Les Deux Jumeaux de Bergame, comédie en un acte et en prose, jouée le 6 août 1782, sur une musique de Marc-Antoine Desaugiers (1742-1793)[20].
- La Bonne Mère, comédie en un acte et en prose, 1785.
- Le Bon Ménage, comédie en un acte et en prose, 1786.

### Nouvelles
- Bliombéris, nouvelle françoise ; Pierre, nouvelle allemande ; Célestine, nouvelle espagnole[j] ; Sophronime, nouvelle grecque ; Sanche, nouvelle portugaise (qui servira de base à l'écriture du livret de l'opéra de jeunesse de Franz Liszt, Don Sanche ou le château d’amour) ; Bathmendi, nouvelle persane (1784)[21],[k].
- Nouvelles nouvelles, 1792 : Selmours, nouvelle angloise ; Sélico, nouvelle africaine ; Claudine, nouvelle savoyarde ; Zulbar, nouvelle indienne ; Camiré, nouvelle américaine ; Valérie, nouvelle italienne[22],[k].
- Rosalba, nouvelle sicilienne, publication posthume, 1800[23].

### Pastorales
- Blanche et Vermeille, mis en musique par Henri-Joseph Rigel (1741-1799), représentation à la Comédie Italienne les 5 mars 1781, 26 mai 1781 et 26 mars 1782.
- Numa Pompilius, 1786.
- Estelle et Némorin, 1788.
- Gonzalve de Cordoue, précédé de Précis historique sur les Maures, 1791.

### Églogues
- Ruth, 1784, couronnée par l'Académie française.
- Tobie, 1788.

### Contes
- Les Muses.
- Le Vizir.
- Inès de Castro.

### Varia
- Les plaintes de Marie-Stuart, poème de 1780, et Le vieux Robin Gray, poèmes mis en musique par Jean-Paul-Égide Martini.
- Voltaire et le Serf du Mont Jura, 1782. Dialogue en vers entre Voltaire et un paysan, primé par l'Académie française. Le sujet est l’abolition de la servitude dans les domaines du roi.
- Galatée, roman d'après La Galatea de Miguel de Cervantes, 1783.
- Estelle, roman, 1788, mis en musique par François Devienne dont est extraite une pièce en vers : C'est mon ami, mis en musique par la reine Marie-Antoinette d'Autriche (1755-1793).
- Don Quichotte, traduction libre, publication posthume en 1798.
- Guillaume Tell ou la Suisse libre, publication posthume, 1800.
- Eliézer et Nephtali, publication posthume, 1803.
- Mémoires d'un jeune Espagnol.

### Chants patriotiques
- Le Nom de Frère, sur l'air de La Carmagnole, hymne à la liberté et la fraternité.
- La Fuite inutile (attribution).
- La Triple alliance (attribution).

## Réception critique
« Ces romances sont pleines de délicatesse et de grâce, quelquefois plus spirituelles que naïves, mais toujours remplies de mélancolie et de douceurs. »

— Boissy d'Anglas

## Postérité

### Amis
Une Association des amis de Jean-Pierre Claris de Florian organise à Sauve tous les deux ans depuis 2015 une soirée théâtrale et musicale en son hommage,.

### Expositions
- Florian, sa vie, son œuvre… une évocation, bibliothèque municipale de la Ville de Sceaux, du 30 avril au 26 juin 1994 (catalogue, 29 p.)
- Florian, fabuliste, au château de Ferney-Voltaire, du 1er juillet 2022 au 7 janvier 2023.